# Русский грошик

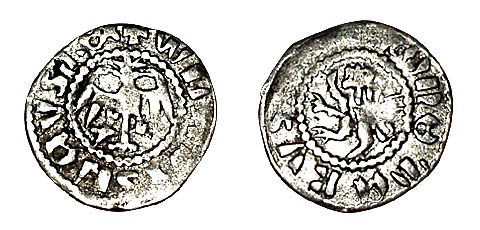
Русский грошик

Русский грошик — название монет, которые чеканили во Львове в течение II половины XIV века для Королевства Русского, созданного на территории галицко-волынских земель после захвата их Польшей в 1349 году. Чеканка русского грошика велась во времена правления королей Казимира III Великого (1349—70), Людовика Венгерского (1370—72, 1378—82) и князя Владислава Опольского (1372—78).
На аверсе монеты помещалась монограмма монетного сеньора и круговая легенда. На реверсе — герб Королевства Русского, шагающий влево лев, и круговая легенда MONETA RUSSIAE. Русский грошик Казимира III Великого по стоимости приравнивался к 1/2 гроша пражского или польского квартника. В письменных источниках русский грошик упоминается как grossi usuali («общеупотребительная монета»), grossi numori Ruthenicalis («деньги русского счета»), moneta in terra Russiae («монета, находящаяся в обращении в Русской земле») и др. В составе монетных кладов русские грошики встречаются преимущественно на территории галицких земель (Подолье и Молдавия).
В связи с ликвидацией Польшей автономии галицких земель чеканка русского грошика около 1390 года была прекращена.